# 痛苦与狂喜
《痛苦与狂喜》（英語：The Agony and the Ecstasy）是一部1965年於美國上映的歷史題材故事片，該影片由卡洛·李执导，查尔顿·赫斯顿饰演米开朗基罗，雷克斯·哈里遜饰演儒略二世。这部电影部分改編自欧文·斯通1961年的同名传记小说，讲述了1508-1512年米开朗基罗創作创世纪時與教皇儒略二世之间的冲突。該電影中有來自作曲家亚历克士·诺斯和杰里·戈德史密斯的配乐。 